# Arthon
Arthon  là một xã ở tỉnh Indre khu vực trung bộ Pháp. Xã này có diện tích 46,8 km², dân số thời điểm năm 2005 là 1021 người. Khu vực này có độ cao trung bình 145 mét trên mực nước biển. 
Sông Bouzanne chảy qua khu vực này.